# 特別檢察官
特别检察官是美國司法部長或美國国会任命專門调查包括美國總統在內的美國联邦政府高級在职官员以及美國國會議員不当行为的檢察官。特別檢察官是一個臨時性職務，由于美國司法部和被调查的对象可能有利益冲突，所以特别检察官由来自政府之外的人士擔任，且在特別檢察官調查期間美國司法部不得干涉。第一位特别检察官是在水门事件期间任命的。1978年通過的政府道德法將特別檢察官制度寫進法律。